# Замок Емниште
Замок Емниште (чеш. Zámek Jemniště) — двухэтажное строение в стиле барокко с симметричным фасадом, увенчанным небольшим балконом над входом, часами, четырьмя статуями и шпилем со звездой — гербом рода Штернберков. Замок находится рядом с одноименной деревней.

## История
Замок Емниште основан в 1381 году Бенешем из Цимбурка, позднее — известный как Бенеш из Емниште (по названию близлежащего селения). В 1717 году замок Емниште приобрёл выходец из старинного австрийского рода — граф Франц Адам фон Траутмансдорф. Он имел утончённый вкус и нынешний замок не удовлетворял его высоким требованиям. Тогда граф принял решение выстроить для себя новое поместье. Для этого Франц Адам привлёк популярного в то время чешского архитектора Франтишека Максимилиана Каньку. Новый замок был построен на другом месте и в рекордные сроки. Вокруг него был разбит парк во французском стиле. Уже в 1725 году была освящена замковая церковь Святого Иосифа. Вот она-то и осталась нетронутой после сильного пожара, уничтожившего замок спустя почти 30 лет. Граф Франц Траутмансдорфский восстановил, а точнее почти заново отстроил замок, приукрасив его фамильным гербом и скульптурами. Вновь отстроенное поместье мало чем отличалось от сгоревшего. С тех времён, практически в неизменном виде, барочный замок Емниште предстаёт перед туристами.

## Замок сегодня
Частная барочная резиденция Емниште располагает тремя апартаментами: «Терезия», «Франц» и «Райнер». Во время пребывания в замке гости будут иметь возможность осмотреть и другие, доступные широкой общественности, старинные комнаты, где можно найти разные исторические стили. В конце концов, каждый наш посетитель, решив провести ночь в замке, поймёт, что, при оборудовании романтических апартаментов, вдохновением для нас служила именно история. Здесь расположен сувенирный магазин и магазин женской эксклюзивной одежды Hunting Dress Code. Желающие могут перекусить в кафе и прогуляться по живописному парку.

## Фотографии

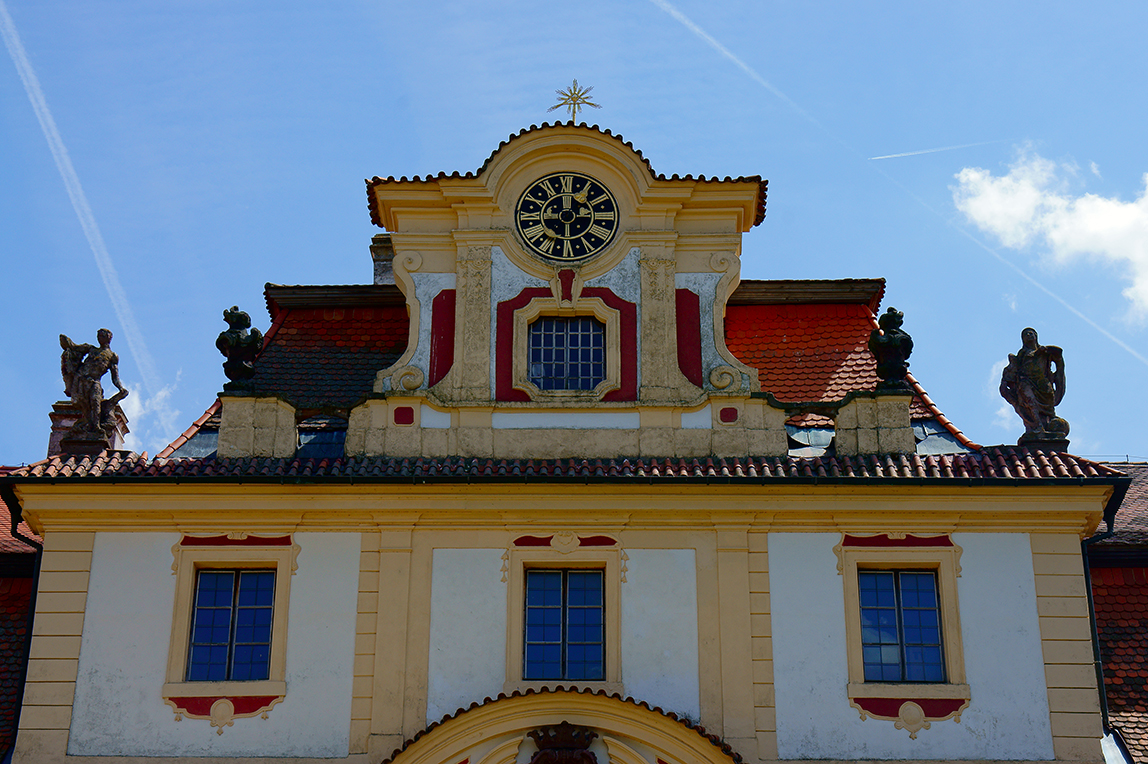
Замок Емниште. Часы.
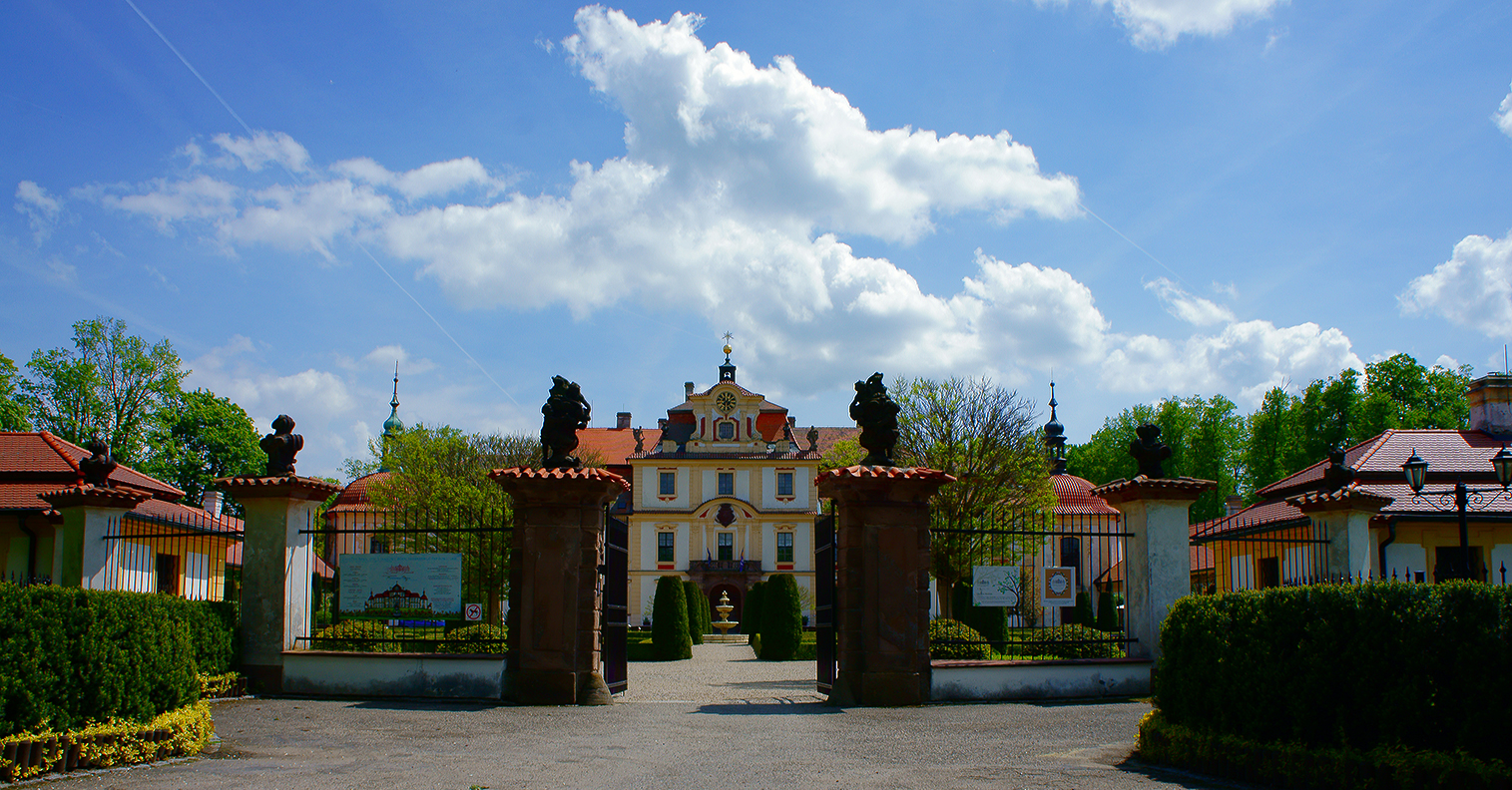
Замок Емниште. Общий вид.